# Chiesa di Santo Stefano alle Fratte
La chiesa di Santo Stefano alle Fratte è una chiesa situata nella zona collinare di Castellammare di Stabia, nella frazione di Fratte: è retta dalla parrocchia della chiesa di San Matteo.

## Storia e descrizione
La chiesa viene edificata nel 1144 per volere del nobile stabiese Stefano Certa e nel 1330 è gestita dal canonico Simone Certa, di cui ne rimase il patronato almeno fino al 1564. In un documento in cui sono riportate tutte le chiese di Castellammare di Stabia del 1636, redatto da Orazio Conca, il tempio non viene menzionato, probabilmente abbandonato ed il beneficio trasferito alla cappella di casa Certa, nei pressi del convento di San Francesco a piazza Municipio. La chiesa ricompare come attiva in un documento del 1845: nello stesso secolo è edificato il campanile, mentre nel 1977 è rifatta la facciata.
La facciata si presenta con portale d'ingresso centrale che termina ad arco e ai lati due coppie di lesene che reggono una trabeazione sulla quale è posto il timpano triangolare. L'interno, sia per staticità che per conservazione, è abbastanza precario: è a navata unica e pavimentato con piastrelle di ceramica Vietri sul Mare. Subito dopo l'ingresso, in alto, si trova la cantoria in legno; lungo la navata sono poste tre edicole marmoree ed un confessionale ligneo del XX secolo. L'altare maggiore è stato realizzato all'inizio del XX secolo ed è sormontato da un dipinto di Giuseppe Filosa, Santo Stefano, del 1978, che è andato a sostituire uno precedente, rubato; si narra che dietro l'altare, coperto dall'intonaco, ci sia un affresco raffigurante Santo Stefano. Sul lato sinistro dell'altare è un crocifisso in legno probabilmente del XVI secolo, mentre alla destra, in una nicchia, la statua di Sant'Antonio di Padova, ritrovata tra le macerie a Pompei durante la seconda guerra mondiale; sono presenti altre due statue, una di Sant'Anna del XIX secolo, in legno, ed una dell'Immacolata. Esternamente, accanto alla facciata, è il campanile, a base quadrata, con cella campanaria con due campane e monofore sui quattro lati, terminante e cupola.